# Congrès du centenaire de l'exaltation de saint Grégoire le Grand
Le Congrès du centenaire de l'exaltation de saint Grégoire le Grand est un congrès tenu à Rome en avril 1891, afin de célébrer le centenaire de l'élection de saint Grégoire Ier. Il ne doit pas être confondu avec le Congrès de saint Grégoire le Grand sous le pontificat de saint Pie X en 1904.
Dans l'histoire du chant grégorien, il s'agissait d'un pas vers l'officialisation de celui-ci, en raison d'un grand succès de l'exécution par la schola grégorienne du Séminaire français de Rome devant les religieux de haut rang.

## Histoire

### Préparation difficile
Certes, le chant liturgique était prévu comme un des sujets du congrès. Toutefois, ceux qui soutenaient l'édition de Ratisbonne voulaient éviter ce sujet, en craignant une répétition du congrès européen d'Arezzo tenu en 1882. De plus, au lieu de Rome, Mont-Cassin ou ailleurs était proposée, sans que l'on profite de l'autorité de Rome. Finalement, un congrès à la ville éternelle fut accepté, à condition que l'on ne parle pas de musique, officiellement. La conférence était donc soigneusement préparée, mais par des religieux proches de Solesmes, tel Don de Santi.

« Mais voici bien autre chose, peut-être le savez-vous déjà par les journaux à propos du centenaire de saint Grégoire : on veut faire un Congrès romain des sciences et arts liturgiques. Je vous en envoie le programme général fait par le Père de Santi. Il y aura une section musicale, et c'est lui, de Santi, qui en sera le Président. La Présidence générale du Congrès est réservée au cardinal Parocchi. L'époque n'est pas encore fixée. Le Père de Santi prépare pour la Musica Sacra de Milan un N° programme qui parlera uniquement de S. Grégoire... »

— Lettre de Dom André Mocquereau à Rome destinée à Dom Joseph Pothier, début de l'année 1890

### Chant liturgique
Comme deux grands restaurateurs du chant grégorien auprès de l'abbaye Saint-Pierre de Solesmes étaient invités, Dom Joseph Pothier et Dom André Mocquereau pouvaient profiter de ce congrès en faveur de ce chant, en dépit d'une situation délicate.
Les 11 et 12 avril, la solennité de saint Grégoire au Cælius fut célébrée sous présidence du cardinal Lucido Maria Parocchi. La schola grégorienne du Séminaire français de Rome, créée l'année précédente lors d'une session grégorienne, assista aux offices des vêpres et à la messe, sous direction de Dom Mocquereau, fondateur. Après la création, la schola était effectivement maintenue, surtout par un séminariste Charles Ginisty, futur évêque de Verdun, jusqu'à sa rentrée en 1891.
En tant qu'orateur, Dom Pothier exécuta des cours grégoriens. Le 13 avril, il exposa les caractères propres du chant grégorien et celui du chant ambrosien ainsi que leurs rapports mutuels, lors d'une session littéraire. Le lendemain, il présenta encore, en citant de son livre théorique Mélodies grégoriennes, la nature et les origines de la beauté du chant grégorien, en détail. Il est évident que les sujets avaient attentivement été choisis, en évitant celui de la restauration.

## Postérité
Au regard de la célébration en grégorien, il est vrai que celle-ci ne put pas satisfaire tous ceux qui concernaient, non que l'exécution n'atteignît pas au niveau, mais parce qu'il y avait de nombreux participants opposant à la reforme du chant liturgique par la restauration. Toutefois, la schola réussit à obtenir des soutiens importants. D'une part, il s'agissait de celui du pape Léon XIII. Lorsqu'il accueillit les congressistes en audience, il n'hésitait pas à exprimer son haut contentement. D'autre part, cette exécution était appréciée dans de nombreux journaux, revues ainsi que discours.
En octobre, le pape commença doucement sa conversion, en ordonnant à la Congrégation des rites de revoir le règlement attribué à l'édition de Ratisbonne, adversaire de Solesmes et du chant grégorien.